# Franz Eckert
Pour les articles homonymes, voir Eckert.

La partition de Kimi ga yo.

Franz Eckert (5 avril 1852 – 6 août 1916) est un musicien allemand qui compose l'harmonie des hymnes nationaux japonais et coréen (de).

## Biographie
Eckert est né à Neurode, arrondissement de Glatz en Silésie prussienne. Il est le fils d'un fonctionnaire de la Cour. Il étudie au conservatoire de Breslau et au conservatoire royal de Dresde, et se spécialise dans la musique militaire à Neiße. Il devient ainsi chef d'orchestre de la Kaiserliche Marine à Wilhelmshaven, où il attire l'attention du gouvernement japonais en 1879.
Eckert est alors invité à venir travailler au Japon en tant que conseiller étranger auprès de la Marine impériale japonaise. Eckert est directeur musical de la Marine de 1879 à 1880. À l'époque, la Marine a besoin d'un hymne car les officiers sont gênés de ne pas pouvoir chanter leur propre hymne lors des cérémonies. L'hymne existant a été créé par John William Fenton en 1869. Eckert réarrange l'hymne avec le mode grégorien sur le modèle occidental, il apporte les modifications nécessaires pour une jouabilité en mer, ainsi qu'un arrangement en quatre parties. Le nouvel hymne national est joué la première fois au palais impérial pour l'anniversaire de l'empereur Meiji le 3 novembre 1880.
Entre 1883 et 1886, il travaille au ministère de l'Éducation dans le domaine musical et plus particulièrement celui des instruments à vent et à cordes. Cependant, sa tâche la plus importante est la publication de manuels de chanson pour les écoles primaires japonaises. En mars 1888, Eckert entre au Département de musique classique de l'Agence impériale, composant la musique de fanfare de la Garde impériale, et celle de l'académie de l'armée impériale japonaise. Il travaille à la fois pour la Cour et pour les militaires et introduit au Japon les théories musicales et instruments de musique occidentaux.
En 1897, il doit composer une chanson spéciale, qu'il nomme Kanashimi no kiwami, pour l'enterrement de l'impératrice douanière Eishō (veuve de l'empereur Kōmei).
Eckert retourne vivre en Allemagne en 1889 pour raison de santé, et obtient un poste à l'orchestre philharmonique de Berlin mais est tout de suite nommé directeur musical du Kaiser Guillaume II. Cependant, son séjour en Allemagne est de courte durée, et dès que sa santé se rétablit, il accepte l'invitation de l'empire coréen à venir créer un orchestre pour la Cour et à former des musiciens aux techniques et instruments musicaux européens.
Eckert arrive à Séoul le 19 février 1901. Son travail en Corée est identique à celui qu'il a autrefois au Japon. Il crée rapidement un orchestre de deux douzaines de musiciens pour la Cour. L'orchestre joue régulièrement à la Cour, et chaque jeudi au parc Pagoda (en) pour le grand public et la communauté d'étrangers installée à Séoul. Durant ces concerts, Eckert en profite pour présenter ses propres compositions et faire découvrir celles de Richard Wagner. Eckert est très vite chargé de composé l'harmonie de l'hymne national coréen, le Daehan jeguk Aegukga (de) qui est joué la première fois le 9 septembre 1902. Le nouvel hymne reprend des éléments de l'œuvre de Wagner, et est joué devant l'empereur Kojong, qui est un prussophile (admirateur de la Prusse) enthousiaste. Cependant, quelques années plus tard, en 1910, l'empire du Japon annexe la Corée, et l'hymne national est remplacé par celui du Japon, qui doit également ses harmonies à Eckert, le Kimi ga yo.
Eckert reste tout de même en Corée, mais dans des conditions de vie plus modestes car il a perdu ses employeurs royaux. Sa santé se complique encore et en 1916, il démissionne de sa fonction de chef d'orchestre en faveur de son premier flutiste, qu'il a formé pour lui succéder. Eckert meurt à Séoul d'un cancer de l'estomac à l'âge de 64 ans. Il est enterré à Séoul.